# Seán Russell

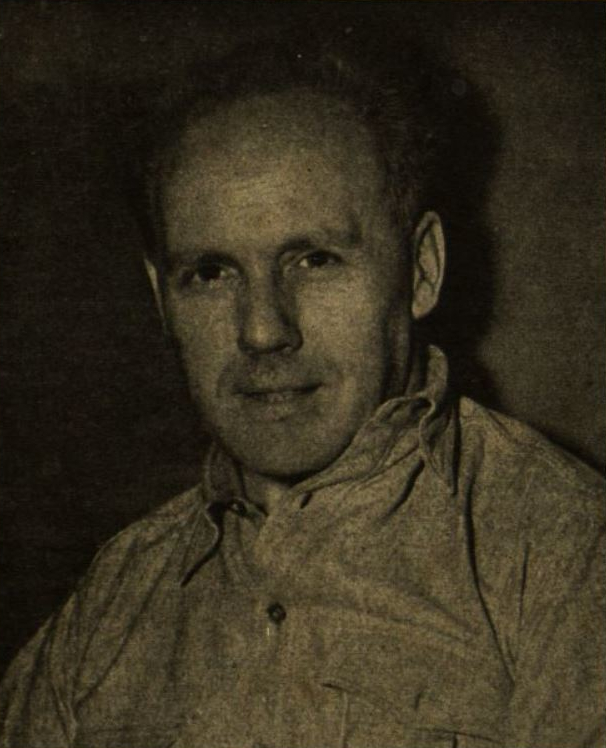
Seán Russell

John „Seán“ Russell (* 13. Oktober 1893 in Dublin, Irland; † 14. August 1940 an Bord des deutschen U-Boots U 65 im Nordatlantik, etwa 160 km westlich von Galway) war ein irischer Revolutionär, Republikaner und Freiheitskämpfer.

## Leben

### Familie
Seán Russell wurde in der Lower Buckingham Street 41 in Dublin als jüngstes von sieben Kindern (drei Söhne, vier Töchter) seiner Familie geboren. Sein Vater war der Verkäufer James Russell, seine Mutter die Hausfrau Mary Russell, geb. Lestrange. Er besuchte in Dublin die katholische Knabenschule St Joseph’s.

### Osteraufstand
Der Zensus von 1911 weist ihn im Alter von 17 Jahren als Gehilfen eines Tuchmachers aus. Er trat im November 1913 den Irish Volunteers bei. Im Osteraufstand 1916 kämpfte er in der E-Kompanie, 2. Battalion der Dublin-Brigade. Als stellvertretender Kommandeur unter Oscar Traynor hielt er auf Befehl von James Connolly fünf Tage lang das besetzte Metropole Hotel, bis es in Flammen stand und er seine Männer zur Moore Street führte, wo sich die Aufständischen bei ihrem letzten Rückzug sammelten.
Nach dem gescheiterten Aufstand wurde er in Knutsford in England und später im Lager Frongoch in Wales bis Ende 1917 interniert.

### Unabhängigkeitskrieg
Nach seiner Freilassung kehrte er zu seiner Brigade nach Dublin zurück. Gleichzeitig wurde er Quartiermeister im Hauptquartier der IRA in Dublin. Als der Irische Unabhängigkeitskrieg begonnen hatte, trat er im März 1919 der Irish Republican Brotherhood bei. Im Mai 1920 wurde er Kommandeur des 2. Battalions seiner Brigade und wurde von der IRA damit beauftragt, die Operationen am 21. November 1920 zu planen und zu koordinieren, dem Tag, der als erster Blutsonntag in die irische Geschichte eingehen sollte. Dabei ging es darum, 12 vom Geheimdienst der IRA identifizierte britische Agenten zu töten. Michael Collins hatte den Befehl dazu gegeben. Die Aktion verlief erfolgreich, allerdings gelang es Russell nicht, die Vergeltungsaktion eines Trupps Auxiliaries, die am selben Tag während eines Gaelic-Football-Spiels im Croke Park in die Zuschauermenge schossen, zu verhindern. Nach diesem Blutsonntag wurde Russell von Michael Collins zum Munitionsdirektor der IRA ernannt.
Seán Russell konnte hier sein Organisationstalent unter Beweis stellen. Er ließ mehrere Fabriken über das Stadtgebiet von Dublin verteilen. In einer wurden nur Granaten gegossen, in einer anderen Messingarbeiten durchgeführt, in einer weiteren wurde die Granatenhülle fertiggestellt. Die fertigen Granaten wurden dann in die Quartiermeisterei gebracht, um dann an die Truppen verteilt zu werden. Russell wollte auf diesem Weg verhindern, dass die gesamte Produktion bei einem einzigen feindlichen Überfall vernichtet werden könnte. Darüber hinaus kümmerte sich Russell um technische Optimierungen an den Granaten und verbesserte die Produktion von Landminen, die nun auch von den im Land verteilten IRA-Divisionen selbst hergestellt werden konnten.

### Bürgerkrieg
Der Unabhängigkeitskrieg endete im Dezember 1921 mit dem Abschluss des Anglo-Irischen Vertrages, der 26 Counties als Irischen Freistaat von Großbritannien loslöste, während sechs Counties als Nordirland beim Vereinigten Königreich verblieben.
Nur vier Mitglieder des Direktoriums der „alten“ IRA wandten sich gegen diesen Vertrag: Rory O’Connor, Seamus O’Donovan, Liam Mellows und Seán Russell. Sie bildeten die Spitze der Anti-Vertrags-IRA, die im folgenden Irischen Bürgerkrieg gegen die nun reguläre Armee des Freistaats unter Michael Collins kämpfte. Russell nahm zeitweise an der Besetzung der Four Courts durch die IRA teil, schaffte es aber immer wieder, einer Verhaftung zu entgehen. Anfang August 1922 wurde er festgenommen, konnte aber von Longford aus entkommen. Erst am 23. November 1922 gelang es, ihn in einem Wohnhaus in Clontarf (Dublin) erneut zu verhaften und im Gefängnis von Mountjoy festzusetzen. Obwohl der Bürgerkrieg im Mai 1923 mit der Niederlegung der Waffen durch die IRA endete, wurde Russell erst am 17. Juli 1924 aus dem Internierungslager im Curragh freigelassen.

### Neuaufbau der IRA
1925 reiste Russell mit einer IRA-Delegation in die Sowjetunion, im erfolglosen Versuch, Waffenlieferungen zu erhalten. Im November wurde er vor Gericht gestellt, weil bei einer Durchsuchung seines Hauses in North Strand wichtige IRA-Dokumente gefunden worden waren. Er schaffte jedoch einen Ausbruch aus dem Mountjoy-Gefängnis. Die Flucht führte zu einer weiteren Anklage, die ihn 1927 erneut kurz in Mountjoy einsitzen ließ.
Als Éamon de Valera auf den Kurs einlenkte, dass die vollständige Unabhängigkeit Irlands nur auf dem parlamentarischen, nicht auf militärischem Weg errungen werden kann, und 1926 die neue Partei Fianna Fáil gründete, wechselten viele Sinn-Féin-Mitglieder dorthin über. Auch innerhalb der IRA kam es zu Diskussionen über ihre Politik und ihre strategische Ausrichtung.
Maurice Twomey, seit 1927 IRA-Stabschef, hatte gegen schwindende Mitgliederzahlen zu kämpfen, gegen verminderte Möglichkeiten militärischer Aktionen, und nicht zuletzt gegen die Verfolgung der IRA-Aktivisten durch die Sicherheitskräfte des Freistaates und Nordirlands.
Zwischen 1929 und 1931 reiste Russell durch das Land, um die IRA neu zu formieren. 1932 hielt er sich in den USA auf, um den Clan na Gael, die frühere Schwesterorganisation der Irish Republican Brotherhood, über die Lage in Irland zu informieren. Im Januar 1933 leitete er IRA-Operationen in Belfast während des dortigen Eisenbahnerstreiks.
Die Saor Éire, eine von kommunistischen IRA-Mitgliedern 1931 gegründete Partei, die eine sozialistische Arbeiterrepublik anstrebte, spiegelt den teilweisen politischen Linksruck der IRA zu dieser Zeit wider. Als die Partei verboten worden war, unternahm Peadar O’Donnell, gemeinsam mit George Gilmore, Michael Price und Frank Ryan, 1933 mit der Gründung des Republican Congress einen zweiten Versuch, der jedoch ebenfalls scheiterte.
Dass die Mitglieder des Republican Congress mit der IRA gebrochen hatten, konnte von Seán Russell nur begrüßt werden. So hatte er den Vorsitz bei der Kriegsgerichtsverhandlung gegen O’Donnell und Price.
Der Bruch zwischen Ryan und ihm, zwischen dem sozialistischen und dem militanten Flügel, war mehr als deutlich geworden, als ein Gedenkmarsch des Republican Congress bei der alljährlichen Bodenstown Commemoration auf eine Versammlung der IRA gestoßen war. Im Range eines Generalkommandanten, hatte er unter Twomey seit 1927 die Position des Generalquartiermeisters inne und setzte alles daran, die Organisation aufzurüsten und den bewaffneten Kampf wieder aufzunehmen, anstatt politische Diskussionen über den Klassenkampf zu führen.

### Rückkehr zum bewaffneten Kampf
1936 reiste er erneut in die USA und kam gemeinsam mit Joseph McGarrity, dem Vorsitzenden des Clan na Gael zu dem Schluss, dass der bewaffnete Kampf gegen England notwendig war. Als er nach Irland zurückkehrte, wurde er wegen der Veruntreuung von Spendengeldern angeklagt, vor das Kriegsgericht gestellt und aus der IRA ausgeschlossen. Wieder in den USA, bekam er von McGarrity die Genehmigung, eine Spendenkampagne durchzuführen, und warb anschließend in Irland um Unterstützung in den Reihen der IRA. Viele Aktivisten befürworteten seine Pläne. Im Rahmen einer Generalversammlung im April 1938 gewann er die Kontrolle über die IRA und wurde ihr Stabschef. Einige führende Mitglieder traten daraufhin zurück, während andere Veteranen, unter ihnen Seamus O’Donovan, in die Organisation zurückkehrten.
Um Russells Führerschaft zu legitimieren, trafen sich am 8. Dezember 1938 sieben noch lebende Kabinettsmitglieder des Zweiten Dáils von 1921, die sich noch immer als rechtmäßige Regierung der Republik und die IRA als ihre Armee betrachteten, unter ihnen George Noble Plunkett und Mary MacSwiney. Sie übergaben die volle Regierungsgewalt an den Armeerat der IRA. Russell konnte nun seine antisozialistische Form des Republikanismus, die auf ein kompromissloses „Briten raus“ abzielte, entfalten.
Russell beschloss, Großbritannien offiziell den Krieg zu erklären. Am 12. Januar 1939 übersandte der Armeerat dem britischen Außenminister Lord Halifax eine Erklärung mit der Forderung, sämtliche Truppen und Regierungsmitglieder aus Irland abzuziehen. Vier Tage später kam es zu mehreren Explosionen in englischen Elektrizitätswerken, u. a. in London, Birmingham und Manchester. Weitere Bombenanschläge, z. B. auf die Londoner U-Bahn, folgten.
Als Russell im April 1939 in die USA reiste, wurde er im Juni in Detroit verhaftet, als er anlässlich des Besuches von König Georg VI. nach Kanada reisen wollte. Nach irisch-amerikanischen Protesten wurde er wieder auf freien Fuß gesetzt. Um einer erneuten Verhaftung zu entgehen, ging er in den Untergrund und verließ das Land im Juni 1940 – der Zweite Weltkrieg hatte inzwischen begonnen – auf dem Turbinenschiff SS Washington Richtung Genua. Einige Gespräche mit Verbindungsleuten in Deutschland hatten ihn zu der Überzeugung gebracht, dass es von dieser Seite aus Hilfe für die IRA geben könnte. Von Genua aus wurde er nach Berlin gebracht.

### Die Verbindung zu Deutschland
Die deutsche Abwehr schien Wert auf eine gute Beziehung zu Russell zu legen, denn er bekam eine eigene Villa, einen Wagen mit Chauffeur und Diplomatenstatus. Sein Verbindungsoffizier war der SS-Brigadeführer Edmund Veesenmayer, der den Auftrag des Außenministeriums hatte, die Iren zu einem Aufstand gegen die Briten zu bewegen. In den nächsten drei Monaten hatte Russell zahlreiche Aufeinandertreffen mit der Abwehr und erhielt von deutschen Spezialkräften ein Training im Gebrauch von Sprengstoff. Er traf den deutschen Außenminister Joachim von Ribbentrop, der sehr beeindruckt von ihm gewesen sein soll.
Die deutschen Pläne hinsichtlich möglicher IRA-Aktionen in England waren wohl durchdacht. So bewirkte die Abwehr im Juli 1940 die Freilassung eines weiteren IRA-Kämpfers aus einem spanischen Konzentrationslager und holten ihn ebenfalls nach Berlin: Frank Ryan. Als Russell und Ryan aufeinandertrafen, kam es zu einer herzlichen Begrüßung, trotz ihrer unterschiedlichen Ideologie.
Im Rahmen des Unternehmens Taube sollten Russell und Ryan an Bord des deutschen U 65 von Wilhelmshaven an die Westküste Irlands gebracht werden und in der Nähe der Smerwick Bay auf der Dingle-Halbinsel abgesetzt werden. Am 8. August 1940 verließ das Boot Wilhelmshaven und lief in die Nordsee. Russell und Ryan hatten nur wenige Habseligkeiten bei sich, darunter ein Funkgerät und ein Codebuch für die Kommunikation mit Berlin. Beide waren an die Enge eines U-Boots nicht gewöhnt, Russell litt aber besonders. Er musste sich ständig übergeben und klagte über Magenschmerzen. Das Boot hatte keinen Arzt an Bord, nur einen Sanitäter, der aber nichts gegen Russells Krämpfe unternehmen konnte. Am 14. August starb Seán Russell an einer akuten Bauchfellentzündung, etwa 160 km westlich von Galway, im Nordatlantik. Der U-Boot-Kommandant ließ den Leichnam unter militärischen Ehren, mit einer Hakenkreuzflagge bedeckt, der See übergeben. Das Unternehmen wurde abgebrochen und Frank Ryan zurück nach Deutschland gebracht.

## Nachwirkung

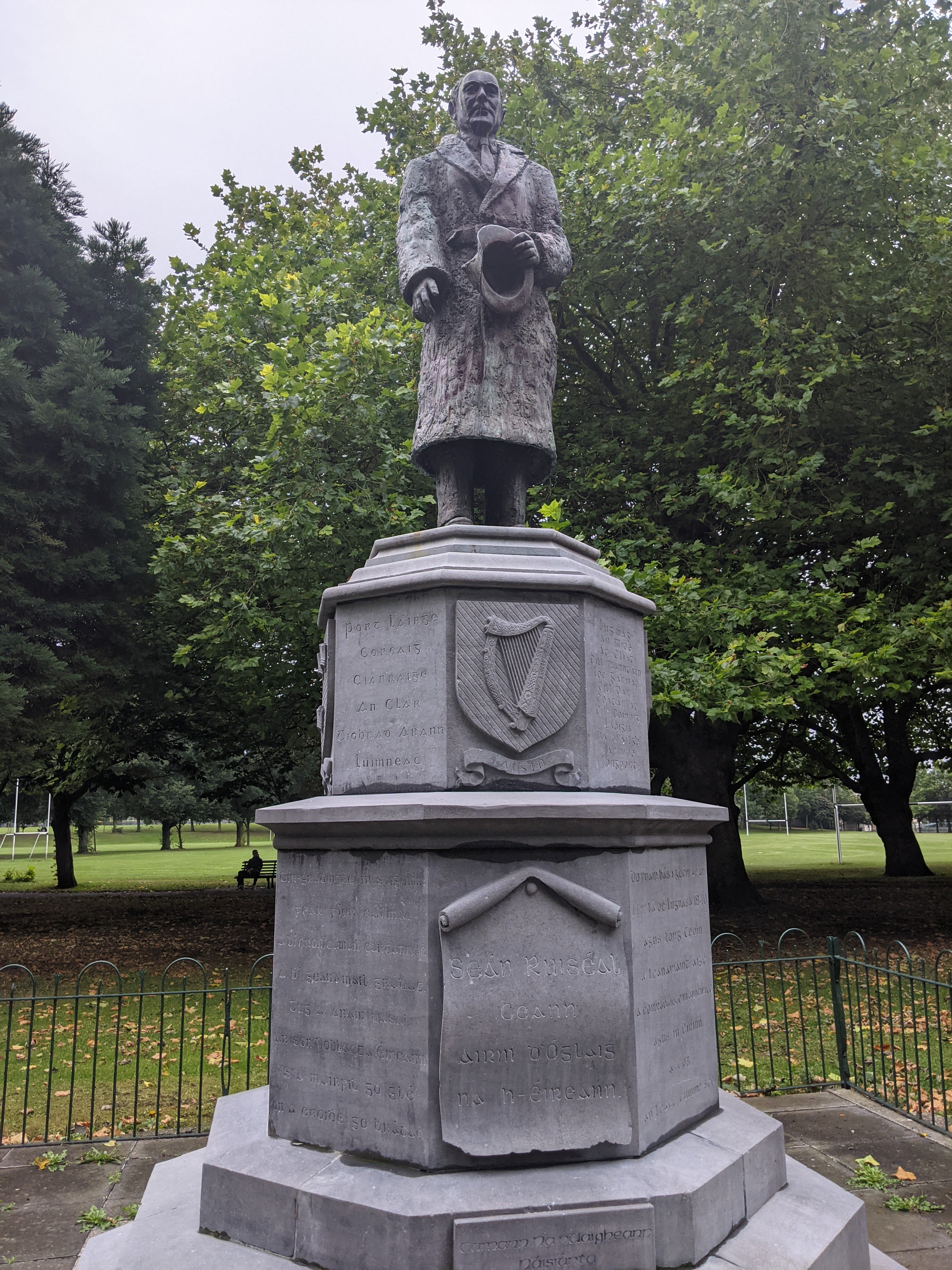
Seán Russell-Statue in Dublin

Bis heute wird über die Frage diskutiert, ob Seán Russell ein Kollaborateur der Nazis gewesen sei.
In der Geschichte Irlands haben irische Republikaner immer wieder Unterstützung im Ausland gesucht – im 18. Jahrhundert im revolutionären Frankreich, im 19. Jahrhundert kooperierten irische Geheimbünde mit russischen Anarchisten und Roger Casement versuchte im Ersten Weltkrieg Waffen aus Deutschland zu bekommen.
Noch im erzkonservativen Irland der 1950er-Jahre war Russell aufgrund seiner Reise in die Sowjetunion als Kommunist verschrien. Eine im Mai 1965 aufgestellte Statue von ihm wurde dagegen 2005 von einer Antifa-Gruppe geköpft. Weitere vier Jahre später wurde die noch heute existierende Statue als Mahnmal eines irischen Unabhängigkeitskämpfers enthüllt. Der Historiker Brian Hanley erklärt: „Seán Russell war kein Nazi, aber er war politisch blind für die Realitäten und dafür, was es bedeutet, mit den Nazis zusammenzuarbeiten. Seine Statue ist ein Denkmal für die Generation der irischen Republikaner der 1940er-Jahre. Heutige Republikaner sollten eine offene Diskussion über die Politik der damaligen Zeit führen.“
Der Historiker Adrian Hoar zitiert Seán Russell selbst, wobei dieses Zitat wohl aus einer Wiedergabe des Ohrenzeugen Erwin Lahousen stammt:

„Ich bin kein Nazi. Ich bin nicht einmal ein Freund der Deutschen. Ich bin ein Ire, der für die Unabhängigkeit Irlands kämpft. Die Briten sind seit mehreren Jahrhunderten unsere Feinde. Heute sind sie auch die Feinde Deutschlands. Wenn es Deutschland passt, uns Hilfe für unser Streben nach Unabhängigkeit zu geben, dann bin ich bereit, diese anzunehmen, aber nicht mehr. Und es dürfen keine Gegenleistungen verlangt werden.“